# Marc Gicquel
Marc Gicquel (født 30. marts 1977 i Tunis, Tunesien) er en fransk tennisspiller, der blev professionel i 1999. Han har (pr. september 2010) vundet tre ATP-doubleturneringer, men har fortsat sin første single-titel til gode. Hans bedste Grand Slam-resultat i singlerækkerne kom ved US Open i 2006, hvor han nåede 4. runde.
Gicquel er 187 cm høj og vejer 75 kg.